# クラウンピラード
クラウンピラードは日本の競走馬。1977年春秋の天皇賞で、それぞれ2着となるなどの成績を残した。半兄（異父兄）に1975年の宝塚記念優勝馬ナオキ（父サウンドトラック）がいる。
- 馬齢は旧表記（数え年）で統一して記述する。

## 馬名について
馬名のクラウンは、母・エイトクラウンと同じトヨタ・クラウンからで、ピラードは誕生翌年に登場した5代目クラウンに加わったピラード・ハードトップからである。馬主の桜山ホースはクラウンのディーラーである愛知トヨタ自動車の創業家が運営する団体で、現在は法人名を「名古屋友豊株式会社」としている。

## 略歴
1975年9月14日、デビュー戦で初勝利。7着敗退に終わった次走で骨にヒビが入り戦線離脱。翌1976年5月に復帰したが、条件戦で出走を続け9戦1勝という結果に終わる。
しかし、年明け早々に特別戦を連勝してオープンクラスに昇格すると、京都記念（春）でテンポイントの3着、中京記念でホースメンホープの2着、鳴尾記念でテンポイントの3着と重賞を好走。兄・ナオキが優勝できなかった天皇賞（春）を迎えた。当日は14頭立ての12番人気というものであったが、最後の直線で体勢を乱したテンポイントに4分の3馬身差まで追い込み2着となった。その後休養に入り、秋の復帰3戦を4、2、2着として、天皇賞（秋）に出走。3番人気に支持された。第3コーナーからのトウショウボーイとグリーングラスの競り合いに乗じ、クラウンピラードは最後の直線で本命2頭を内から交わした。しかし最後方待機策を採っていたホクトボーイが一気の追い込みを見せ、同馬に交わされての2着に終わった。
以降は精彩を欠き、重賞勝利のないまま、1979年の天皇賞（秋）で4番人気7着となったのを最後に引退となった。
引退後は種牡馬となったが、1992年に用途変更になってからの消息は不明である。

## 血統表
| クラウンピラードの血統（ネヴァーセイダイ系（ナスルーラ系） / Vatout 4x5=9.38%、 Alcantara(Eglantine) 父内5x5=6.25%） | クラウンピラードの血統（ネヴァーセイダイ系（ナスルーラ系） / Vatout 4x5=9.38%、 Alcantara(Eglantine) 父内5x5=6.25%） | クラウンピラードの血統（ネヴァーセイダイ系（ナスルーラ系） / Vatout 4x5=9.38%、 Alcantara(Eglantine) 父内5x5=6.25%） | （血統表の出典）     | （血統表の出典） |
| 父 *ダイハード Die Hard 1957 栗毛 イギリス                                                                           | 父の父Never Say Die 1951 栗毛 アメリカ                                                                               | Nasrullah | Nearco               | Nearco           |
| 父 *ダイハード Die Hard 1957 栗毛 イギリス                                                                           | 父の父Never Say Die 1951 栗毛 アメリカ                                                                               | Nasrullah | Mumtaz Begum         |                  |
| 父 *ダイハード Die Hard 1957 栗毛 イギリス                                                                           | 父の父Never Say Die 1951 栗毛 アメリカ                                                                               | Singing Grass | War Admiral          | War Admiral      |
| 父 *ダイハード Die Hard 1957 栗毛 イギリス                                                                           | 父の父Never Say Die 1951 栗毛 アメリカ                                                                               | Singing Grass | Boreale              |                  |
| 父 *ダイハード Die Hard 1957 栗毛 イギリス                                                                           | 父の母Mixed Blessing 1946 栗毛 イギリス                                                                              | Brumeux | Teddy                | Teddy            |
| 父 *ダイハード Die Hard 1957 栗毛 イギリス                                                                           | 父の母Mixed Blessing 1946 栗毛 イギリス                                                                              | Brumeux | La Brume             |                  |
| 父 *ダイハード Die Hard 1957 栗毛 イギリス                                                                           | 父の母Mixed Blessing 1946 栗毛 イギリス                                                                              | Pot-pourri | Rose Prince          | Rose Prince      |
| 父 *ダイハード Die Hard 1957 栗毛 イギリス                                                                           | 父の母Mixed Blessing 1946 栗毛 イギリス                                                                              | Pot-pourri | Sweet Lavender       |                  |
| 母 エイトクラウン 1962 鹿毛 日本                                                                                     | 母の父*ヒンドスタン Hindostan 1946 青毛 イギリス                                                                     | Bois Roussel | Vatout               | Vatout           |
| 母 エイトクラウン 1962 鹿毛 日本                                                                                     | 母の父*ヒンドスタン Hindostan 1946 青毛 イギリス                                                                     | Bois Roussel | Plucky Liege         |                  |
| 母 エイトクラウン 1962 鹿毛 日本                                                                                     | 母の父*ヒンドスタン Hindostan 1946 青毛 イギリス                                                                     | Sonibai | Solario              | Solario          |
| 母 エイトクラウン 1962 鹿毛 日本                                                                                     | 母の父*ヒンドスタン Hindostan 1946 青毛 イギリス                                                                     | Sonibai | Udaipur              |                  |
| 母 エイトクラウン 1962 鹿毛 日本                                                                                     | 母の母アルペンローザ 1951 栗毛 イギリス                                                                              | Chamossaire | Precipitation        | Precipitation    |
| 母 エイトクラウン 1962 鹿毛 日本                                                                                     | 母の母アルペンローザ 1951 栗毛 イギリス                                                                              | Chamossaire | Snowberry            |                  |
| 母 エイトクラウン 1962 鹿毛 日本                                                                                     | 母の母アルペンローザ 1951 栗毛 イギリス                                                                              | Stargrass | Noble Star           | Noble Star       |
| 母 エイトクラウン 1962 鹿毛 日本                                                                                     | 母の母アルペンローザ 1951 栗毛 イギリス                                                                              | Stargrass | Grass Widow F-No.2-f |                  |